# Maurer Motorsport
Maurer Motorsport – były niemiecki konstruktor jednomiejscowych samochodów wyścigowych oraz zespół wyścigowy, założony przez Willy'ego Maurera. Firma konstruowała bolidy dla zespołów Formuły 2, a w latach 1979-1983 wystawiała własny zespół wyścigowy.
Pierwsze punkty w Europejskiej Formule 2 zespół zdobył w 1980 roku za sprawą włoskiego kierowcy Beppe Gabbianiego, który wyścig w Holandii ukończył na szóstej pozycji. Rok później Eje Elgh oraz Roberto Guerrero odnieśli po jednym zwycięstwie dla zespołu. Z dorobkiem odpowiednio 35 i 16 punktów zostali sklasyfikowani odpowiednio na trzeciej i siódmej pozycji w końcowej klasyfikacji kierowców. W 1982 roku Stefan Bellof zwyciężył pierwsze dwa wyścigi sezonu. Później stanął jeszcze dwukrotnie na podium. Uzbierane 33 punkty dały mu czwarte miejsce w klasyfikacji kierowców. Beppe Gabbiani był piąty. Zespołowi starczyło to na trzecią pozycję w klasyfikacji generalnej. W ostatnim sezonie startów zespołu w Formule 2 Stefan Bellof ukończył sezon z dorobkiem dziewięciu punktów, co mu dało dziewiąte miejsce. W tym samym roku Alain Ferté był piętnasty, a Kenny Acheson – dziesiąty.